# Anne Margaret Rowan
Pour les articles homonymes, voir Rowan.
Anne Margaret Rowan (21 novembre 1832 - 13 décembre 1913) est une romancière, une historienne et une militante politique irlandaise.

## Biographie
Anne Margaret Rowan est née à Tralee dans le comté de Kerry le 21 novembre 1832. Ses parents sont Arthur Rowan et Alice (née Thompson), qui font partie de la gentry de Kerry avec un héritage écossais. Son grand-père maternel est le trésorier du comté de Kerry, Peter Thompson (mort en 1849). Elle a un frère et une sœur qui survivent jusqu'à l'âge adulte, William et Ora. Il n'y a aucune trace de la jeunesse de Rowan, mais elle a probablement fait ses études chez elle à Belmont à Tralee. Elle partage l'intérêt de son père pour l'histoire et l'archéologie irlandaises.
Rowan entreprend des recherches pour Mary Agnes Hickson, une collègue historienne de Kerry, pour son livre Ireland in the seventeenth century (1884). Elle se rend au Public Records Office, au British Museum, à la Lambeth Palace Library et à la Bodleian Library à Oxford. Elle aide également Alexander Balloch Grosart dans son ouvrage The Lismore papers (1886) qui suscite peut-être l'intérêt de Rowan pour l'histoire des familles de colons protestants de Kerry. Rowan écrit et publie largement, écrivant à la fois histoire et fiction sous son propre nom et sous le nom de plume d'Amos Reade. Elle contribue régulièrement à la rédaction du Kerry Evening Post sur l'histoire de Kerry. En 1894, Rowan rejoint la Society of Women Journalists très peu de temps après sa fondation.
Elle est secrétaire honoraire de la branche de Kerry de l'Alliance unioniste irlandaise pendant 25 ans et fait campagne sans relâche, en particulier contre le gouvernement local en Irlande (Home Rule) dans les années 1890. Elle est membre de l'association politique unioniste conservatrice, la Primrose League, en tournée intensive en Grande-Bretagne et en Irlande au début des années 1890. Rowan parle également en tant que secrétaire de la Tralee's St Brendan's Habitation de la Ligue. Dans ses discours en Angleterre, elle avertit que l'Irlande pourrait être utilisée comme un avant poste pour l'invasion de la Grande-Bretagne et défend fermement pour que l'Irlande reste dans l'union, croyant que l'Irlande tomberait dans l'anarchie si l'Irlande recevait le Home Rule. Face au public irlandais, elle utilise des arguments plus nuancés, leur rappelant la parité entre les Irlandais, les Écossais et les Gallois, et que l'Irlande réprouverait des difficultés sans l'Union.
En 1892, elle organise une série de conférences controversées pour sensibiliser les travailleurs de Tralee. Elle est élue au conseil des pauvres tuteurs du syndicat Tralee en 1897, et à ce poste, elle est créditée des progrès réalisés dans le niveau et la qualité des soins médicaux offerts aux femmes de la classe ouvrière de Tralee. En 1899, elle se présente sans succès au poste de conseillère de district du district urbain de Tralee. Elle est secrétaire de la branche Kerry de l'Association des familles des soldats et des marins pendant la guerre des Boers. Elle vit la majeure partie de sa vie avec son frère au 7 Prince's Quay à Tralee.
Elle meurt le 13 décembre 1913 au château de Clonskeagh à Dublin et est enterrée au cimetière de Mount Jerome. Sur sa pierre tombale est écrit : « Elle a fait ce qu'elle a pu ».

## Les publications

### En tant que miss A.M. Rowan
- Percy Smythe: a tale of duty (1878)
- Rendelsholme: a novel (1880)
- History of Ireland, as disclosed by Irish statutes passed by Irish parliaments between 1310 and 1800 (1893)[1],[3]

### En tant qu'Amos Reade
- Norah Moriarty, or, Revelations of modern Irish life (1886)
- Life in the cut. [A novel.] (1888)[1],[3]